# Plaza de la Constitución (Valdemoro)
La plaza de la Constitución de Valdemoro se encuentra en el casco histórico del municipio, a pocos metros de la iglesia parroquial y de la fuente de la Villa.
De forma rectangular, obedece a la tradición castellana, con soportales y balconadas de dos cuerpos. El soportal tuvo su origen en la función comercial y artesana de la Edad Media; en el caso valdemoreño la celebración de ferias y mercados periódicos requerían un marco adecuado que se resolvió, sin duda, por medio de la plaza porticada. El soportal, protegido del sol y la lluvia, permitía la actividad al margen del clima y a su vez jerarquizaba la venta e intercambio, identificando espacio y producto. Cada mes de octubre alberga la Feria Barroca, un mercado artesano que recrea las antiguas ferias comerciales celebradas en la localidad.
Entre sus construcciones destacan la torre del Reloj, construida por Cristóbal Rodríguez de Jarama en 1672, la casa consistorial, reconstruida en 1994, y la casa consistorial mueva, obra de Sánchez Hinojal, e inaugurado en 1990.
Incluida en el Registro General de Bienes de Interés Cultural del Ministerio de Cultura como Monumento Histórico Artístico. Protección integral dentro del Catálogo de Bienes y Espacios Protegidos del Plan General de Valdemoro.